# Моно (езеро)
 Тази статия е за езерото в Калифорния.  За административния окръг в Калифорния вижте Моно.  За селото в Северна Италия вижте Моно (Италия).
Моно (на английски: Mono) е солено безотточно езеро в североизточна Калифорния, Съединените щати.
Разположено е на 1946 m надморска височина в пустинна част на планината Сиера Невада. Смята се, че е образувано преди 760 000 години при изригването на вулкана Лонг Вали. Тъй като е безотточно, езерото има високо съдържание на различни алкални соли.